# Karl Muck
Pour les articles homonymes, voir Muck.
Karl Muck était un chef d'orchestre allemand, né le 22 octobre 1859 à Darmstadt et mort en 4 mars 1940 à Stuttgart. Il a longtemps été chef invité principal du Festival de Bayreuth, y dirigeant notamment Parsifal de 1901 à 1930.

## Biographie
Le père de Karl Muck était un fonctionnaire du tribunal et un musicien amateur. Il s'est établi avec sa famille en Suisse en 1867 et a acquis la citoyenneté suisse. Karl Muck de son côté a acquis la citoyenneté suisse à 21 ans. Muck a étudié le piano enfant et s'est produit pour la première fois en à l'âge de 11 ans. Il jouait également du violon dans un orchestre symphonique local. Il a fait ses études au lycée de Wurtzbourg et est entré à l'université de Heidelberg à 16 ans. En mai 1878 il est entré à l'université de Leipzig, où il est devenu docteur en philosophie en 1880. Pendant ce temps, il étudiait la musique au Conservatoire de Leipzig auprès de Carl Reinecke (piano), Ernst Friedrich Richter (théorie musicale) et chez Oscar Paul (de) (musicologie). Il a fait ses débuts officiels de pianiste concertiste le 19 février 1880 au Gewandhaus de Leipzig dans le Concerto pour Piano no 1 en si bémol mineur de Xaver Scharwenka avec Arthur Nikisch à la baguette.
Il a commencé sa carrière de chef dans de petites cités provinciales, débutant en 1880 comme second chef à Zurich (Aktientheater), allant à Salzbourg en octobre 1881 comme chef principal, où il est resté jusqu'en avril 1882. Puis il a travaillé à Brünn (Stadttheater : d'octobre 1882 jusqu'en juin 1883) et Graz (1884–1886), où il a épousé Anita Portugall le 3 février 1887. Son premier poste important a été à Prague comme chef principal au Deutsches Landestheater d'Angelo Neumann, débutant avec une représentation des Meistersinger le 15 août 1886, poste qu'il a occupé jusqu'en juin 1892. Il a ensuite été chef d'orchestre dans la compagnie d'opéra itinérante de Neumann, se produisant à Berlin et en 1888–1889 conduisant le Ring des Nibelungen de Wagner à Moscou et Saint-Pétersbourg. Il quitte Prague pour devenir chef principal en octobre 1892 à l'opéra de Berlin (aujourd'hui Staatsoper Unter den Linden), où il devient directeur musical le 26 août 1908. Il reste à Berlin jusqu'en 1912, conduisant 1 071 représentations dans 103 opéras.
Il a accepté d'autres tâches durant son mandat à Berlin. Il a été chef d'orchestre invité dans les festivals de musique de Silésie à Goerlitz entre 1894 et 1911. En mai et juin 1899, à Londres, au Royal Opera House Covent Garden, il a dirigé le Fidelio de Beethoven et plusieurs des opéras de Wagner (Tannhäuser, La Walkyrie, Die Meistersinger, Der fliegende Holländer et Tristan und Isolde). Il a consacré de nombreux étés au Festival de Bayreuth où il est devenu chef principal en 1903, après avoir servi comme assistant à partir de 1892. Il a succédé à Hermann Levi en dirigeant Parsifal. À l'approche de la guerre de l'été 1914, Muck a insisté pour diriger Parsifal le 1er août 1914 à la clôture du Festival, qui n'a été rétabli qu'en 1924. Muck a dirigé Parsifal lors des festivals de Bayreuth à quatorze reprises entre 1901 et 1930, et il y a également dirigé Lohengrin en 1909 et Die Meistersinger en 1925, devenant un ami proche de la famille Wagner. Muck a dirigé l'Orchestre philharmonique de Vienne de 1903 à 1906 et le Boston Symphony Orchestra de 1906 à 1908, et a accepté des invitations dans d'autres villes, dont Paris, Madrid, Copenhague, Bruxelles.